# Hypseocharitaceae
Hypseocharitaceae é o nome botânico de uma pequena família de plantas com flor, que é composta por oito espécies, dentro do género Hypseocharis.
São plantas herbáceas, perenes, nativas das regiões montanhosas tropicais, da Cordilheira dos Andes.
O sistema APG II, de 2003, incorpora opcionalmente na família Geraniaceae, na Geraniales.